# Mont Lucania
El mont Lucania, amb 5.226 msnm, és la tercera muntanya més alta del Canadà. Situada a les Muntanyes Saint Elias, a l'estat de Yukon, es troba connectada al mont Steele (5.073 m), el cinquè més alt del Canadà, per una llarga aresta. El nom li fou donat per Lluís Amadeu de Savoia-Aosta, Duc dels Abruzos mentre estava al cim del Mont Saint Elias el 31 de juliol de 1897, en record a la regió de la Itàlia meridional que en l'actualitat és coneguda per Basilicata.
El primer ascens al mont Lucania es va fer el 1937 per Bradford Washburn i Robert Hicks Bates, mentre que la segona hagué d'esperar a 1967.